# Delta Andromedae
Delta Andromedae is een ster in het sterrenbeeld Andromeda. De ster heeft een magnitude van 3,26, wat haar de op 3 na helderste ster in het sterrenbeeld maakt.